# Métrolinie 4 (Paris)
| Karte |                      |                                                  |                                                  |
| Streckenlänge: | 14,0 km              |                                                  |                                                  |
| Spurweite: | 1435 mm (Normalspur) |                                                  |                                                  |
| |                      |                                                  |                                                  |
| Eröffnung: | 1908                 |                                                  |                                                  |
| Fahrgäste (täglich): | 740.000              |                                                  |                                                  |
| Stationen: | 29                   |                                                  |                                                  |
| \| \| \| Betriebshof Saint-Ouen \| \| \| \| \| Wendeschleife \| \| \| \| \| Petite Ceinture \| \| \| \| \| Porte de Clignancourt \| \| \| \| \| Simplon \| \| \| \| \| Marcadet – Poissonniers \| \| \| \| \| Château Rouge \| \| \| \| \| Barbès – Rochechouart \| \| \| \| \| Verbindungsgleis zur Linie 2 \| \| \| \| \| ehem. Verbindungsgleis zur Linie 5 und zur USFRT \| \| \| \| \| Gare du Nord \| \| \| \| \| Gare de l’Est \| \| \| \| \| Château d’Eau \| \| \| \| \| Strasbourg – Saint-Denis \| \| \| \| \| Réaumur – Sébastopol \| \| \| \| \| Étienne Marcel \| \| \| \| \| \| \| \| \| \| Les Halles (am 3. Oktober 1977 verlegt) \| \| \| \| \| \| \| \| \| \| Châtelet \| \| \| \| \| Seine \| \| \| \| \| Cité \| \| \| \| \| Seine \| \| \| \| \| Saint-Michel \| \| \| \| \| Verbindungsgleis zur Linie 10 \| \| \| \| \| Odéon \| \| \| \| \| Saint-Germain-des-Prés \| \| \| \| \| Saint-Sulpice \| \| \| \| \| Saint-Placide \| \| \| \| \| Montparnasse – Bienvenüe \| \| \| \| \| Verbindungsgleis zur Linie 12 \| \| \| \| \| Vavin \| \| \| \| \| Verbindungsgleis zur Linie 6 \| \| \| \| \| Raspail \| \| \| \| \| Denfert-Rochereau \| \| \| \| \| Mouton-Duvernet \| \| \| \| \| Alésia \| \| \| \| \| Petite Ceinture \| \| \| \| \| Porte d’Orléans \| \| \| \| \| Wendeschleife \| \| \| \| \| Mairie de Montrouge \| \| \| \| \| Barbara \| \| \| \| \| Bagneux – Lucie Aubrac \| \| \| \| \| Abstell- und Wendegleise \| \| \| \| \| \| \| |                      |                                                  |                                                  |
| |                      | Betriebshof Saint-Ouen                           |                                                  |
| U-Bahn-Betriebsstelle Streckenanfang und quer (im Tunnel) · U-Bahn-Abzweig geradeaus und von rechts (im Tunnel) |                      | Wendeschleife                                    | Wendeschleife                                    |
| U-Bahn-Kreuzung (im Tunnel) |                      | Petite Ceinture                                  | Petite Ceinture                                  |
| U-Bahn-Bahnhof (im Tunnel) |                      | Porte de Clignancourt                            | Porte de Clignancourt                            |
| U-Bahn-Haltepunkt / Haltestelle (im Tunnel) |                      | Simplon                                          | Simplon                                          |
| U-Bahn-Bahnhof (im Tunnel) |                      | Marcadet – Poissonniers                          | Marcadet – Poissonniers                          |
| U-Bahn-Haltepunkt / Haltestelle (im Tunnel) |                      | Château Rouge                                    | Château Rouge                                    |
| U-Bahn-Bahnhof (im Tunnel) |                      | Barbès – Rochechouart                            | Barbès – Rochechouart                            |
| U-Bahn-Abzweig geradeaus und von rechts (im Tunnel) |                      | Verbindungsgleis zur Linie 2                     | Verbindungsgleis zur Linie 2                     |
| U-Bahn-Abzweig geradeaus und ehemals von rechts (im Tunnel) |                      | ehem. Verbindungsgleis zur Linie 5 und zur USFRT | ehem. Verbindungsgleis zur Linie 5 und zur USFRT |
| U-Bahn-Bahnhof (im Tunnel) |                      | Gare du Nord                                     | Gare du Nord                                     |
| U-Bahn-Bahnhof (im Tunnel) |                      | Gare de l’Est                                    | Gare de l’Est                                    |
| U-Bahn-Haltepunkt / Haltestelle (im Tunnel) |                      | Château d’Eau                                    | Château d’Eau                                    |
| U-Bahn-Bahnhof (im Tunnel) |                      | Strasbourg – Saint-Denis                         | Strasbourg – Saint-Denis                         |
| U-Bahn-Bahnhof (im Tunnel) |                      | Réaumur – Sébastopol                             | Réaumur – Sébastopol                             |
| U-Bahn-Haltepunkt / Haltestelle (im Tunnel) |                      | Étienne Marcel                                   | Étienne Marcel                                   |
| U-Bahn-Strecke von links (außer Betrieb) (im Tunnel) · U-Bahn-Abzweig geradeaus und ehemals nach rechts (im Tunnel) |                      |                                                  |                                                  |
| U-Bahn-Haltepunkt / Haltestelle (Strecke außer Betrieb) (im Tunnel) · U-Bahn-Bahnhof (im Tunnel) |                      | Les Halles (am 3. Oktober 1977 verlegt)          | Les Halles (am 3. Oktober 1977 verlegt)          |
| U-Bahn-Strecke nach links (außer Betrieb) (im Tunnel) · U-Bahn-Abzweig geradeaus und ehemals von rechts (im Tunnel) |                      |                                                  |                                                  |
| U-Bahn-Bahnhof (im Tunnel) |                      | Châtelet                                         | Châtelet                                         |
| |                      | Seine                                            |                                                  |
| U-Bahn-Haltepunkt / Haltestelle (im Tunnel) |                      | Cité                                             | Cité                                             |
| |                      | Seine                                            |                                                  |
| U-Bahn-Bahnhof (im Tunnel) |                      | Saint-Michel                                     | Saint-Michel                                     |
| U-Bahn-Abzweig geradeaus und von links (im Tunnel) |                      | Verbindungsgleis zur Linie 10                    | Verbindungsgleis zur Linie 10                    |
| U-Bahn-Bahnhof (im Tunnel) |                      | Odéon                                            | Odéon                                            |
| U-Bahn-Haltepunkt / Haltestelle (im Tunnel) |                      | Saint-Germain-des-Prés                           | Saint-Germain-des-Prés                           |
| U-Bahn-Haltepunkt / Haltestelle (im Tunnel) |                      | Saint-Sulpice                                    | Saint-Sulpice                                    |
| U-Bahn-Haltepunkt / Haltestelle (im Tunnel) |                      | Saint-Placide                                    | Saint-Placide                                    |
| U-Bahn-Bahnhof (im Tunnel) |                      | Montparnasse – Bienvenüe                         | Montparnasse – Bienvenüe                         |
| U-Bahn-Abzweig geradeaus und von rechts (im Tunnel) |                      | Verbindungsgleis zur Linie 12                    | Verbindungsgleis zur Linie 12                    |
| U-Bahn-Haltepunkt / Haltestelle (im Tunnel) |                      | Vavin                                            | Vavin                                            |
| U-Bahn-Abzweig geradeaus und nach rechts (im Tunnel) |                      | Verbindungsgleis zur Linie 6                     | Verbindungsgleis zur Linie 6                     |
| U-Bahn-Bahnhof (im Tunnel) |                      | Raspail                                          | Raspail                                          |
| U-Bahn-Bahnhof (im Tunnel) |                      | Denfert-Rochereau                                | Denfert-Rochereau                                |
| U-Bahn-Haltepunkt / Haltestelle (im Tunnel) |                      | Mouton-Duvernet                                  | Mouton-Duvernet                                  |
| U-Bahn-Haltepunkt / Haltestelle (im Tunnel) |                      | Alésia                                           | Alésia                                           |
| U-Bahn-Kreuzung (im Tunnel) |                      | Petite Ceinture                                  | Petite Ceinture                                  |
| U-Bahn-Bahnhof (im Tunnel) |                      | Porte d’Orléans                                  | Porte d’Orléans                                  |
| U-Bahn-Abzweig geradeaus und nach links (im Tunnel) · U-Bahn-Betriebsstelle Streckenende und quer (im Tunnel) |                      | Wendeschleife                                    | Wendeschleife                                    |
| U-Bahn-Bahnhof (im Tunnel) |                      | Mairie de Montrouge                              | Mairie de Montrouge                              |
| U-Bahn-Haltepunkt / Haltestelle (im Tunnel) |                      | Barbara                                          | Barbara                                          |
| U-Bahn-Bahnhof (im Tunnel) |                      | Bagneux – Lucie Aubrac                           | Bagneux – Lucie Aubrac                           |
| U-Bahn-Betriebsstelle Strecke ab hier außer Betrieb (im Tunnel) |                      | Abstell- und Wendegleise                         | Abstell- und Wendegleise                         |
| |                      |                                                  |                                                  |

Die Linie 4 der Pariser Métro ist mit etwa 740.000 täglichen Fahrgästen (2013) die meistfrequentierte des gesamten Pariser Métro-Netzes. Sie verbindet die Stationen Porte de Clignancourt im Norden der Stadt und Bagneux – Lucie Aubrac im südlichen Vorort Bagneux. Dabei verlässt diese Linie erst seit der Verlängerung im März 2013 das Pariser Stadtgebiet. Sie bietet Umsteigemöglichkeiten an alle Metro- (außer 3bis und 7bis) und RER-Linien. Wie die Linie 1 wurde die Linie 4 schrittweise vollautomatisch umgerüstet und ist damit die dritte fahrerlose Métrolinie von Paris.

## Bedeutung der Strecke
Seit Inbetriebnahme hat die Linie 4 eine große Bedeutung im Pariser Verkehrswesen: Es war die erste Nord-Süd-Verbindung, nachdem die vorher gebauten Strecken im Wesentlichen in West-Ost-Richtung verlaufen.
Heute ist die Linie 4 die Pariser U-Bahn-Linie mit den zweitgrößten Fahrgastaufkommen. Auf ihrem Weg durch die Stadt hält sie an drei der wichtigsten Fernbahnhöfe. Sie bietet zudem Umstiegsmöglichkeiten zu allen anderen Métrolinien (mit Ausnahme der Kurzstrecken 3 bis und 7 bis) und zu allen RER-Linien, sowie zur Straßenbahnlinie 3a.

## Geschichte

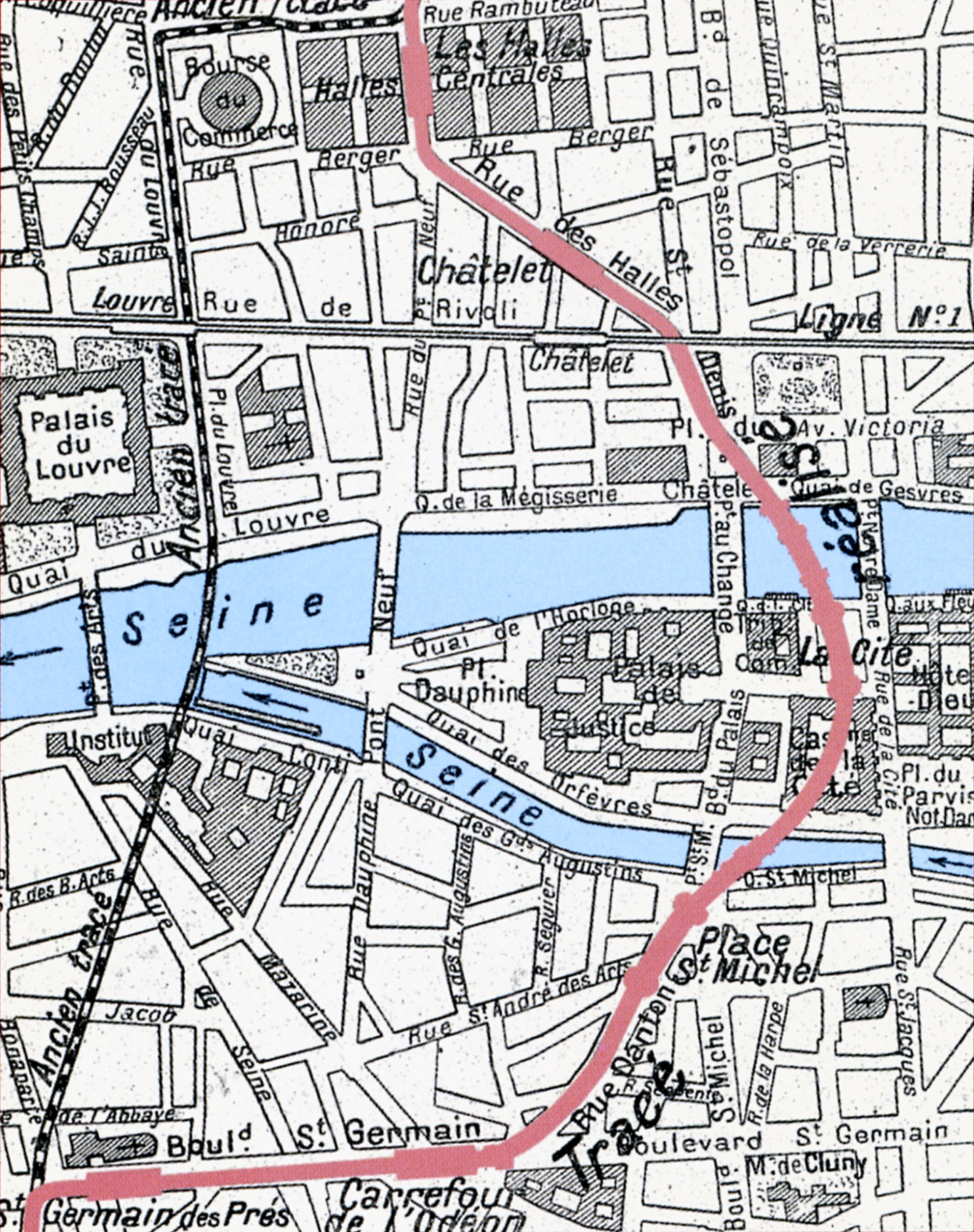
Ursprünglicher Plan zur Querung der Seine und die tatsächliche Streckenführung (in rosa)

Aufgrund unerwarteter Schwierigkeiten beim Queren der Seine musste die Linie 4 in drei Abschnitten eröffnet werden.

### Der 1. Bauabschnitt
Der 5 Kilometer lange nördliche Abschnitt von Porte de Clignancourt nach Châtelet mit Wendeschleife, Abstellgleisen und dem Betriebshof Ateliers de Saint-Ouen auf dem Gebiet der Stadt Saint-Ouen wurde am 21. April 1908 in Betrieb genommen.

### Der 2. Bauabschnitt
Das südliche Teilstück von der damaligen Endstation Porte d’Orléans mit Wendeschleife nach Raspail mit einer Länge von 1,7 Kilometer folgte am 30. Oktober 1909.

### Der 3. Bauabschnitt mit Lückenschluss

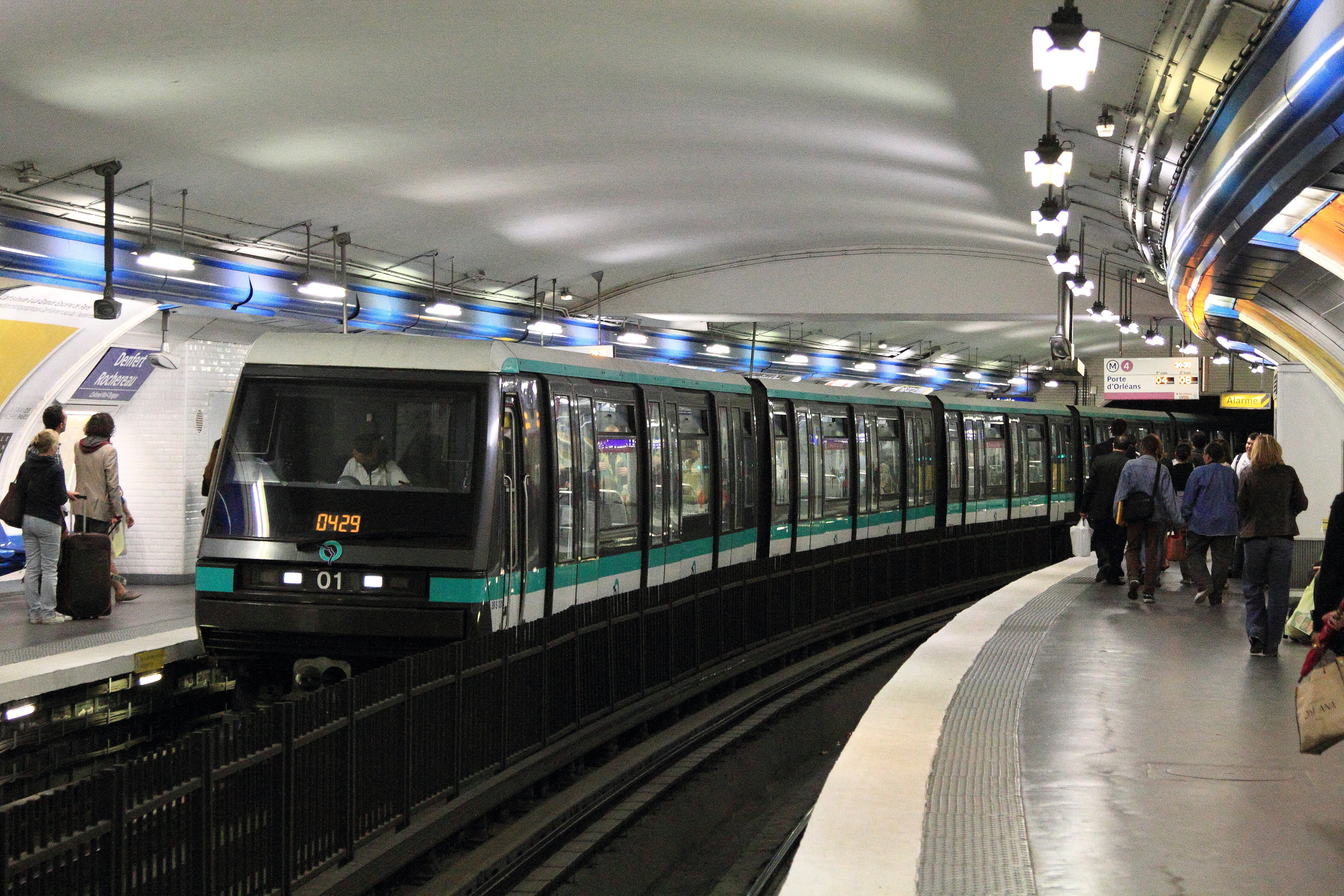
Zug der Baureihe MP 89 in der Station Denfert-Rochereau

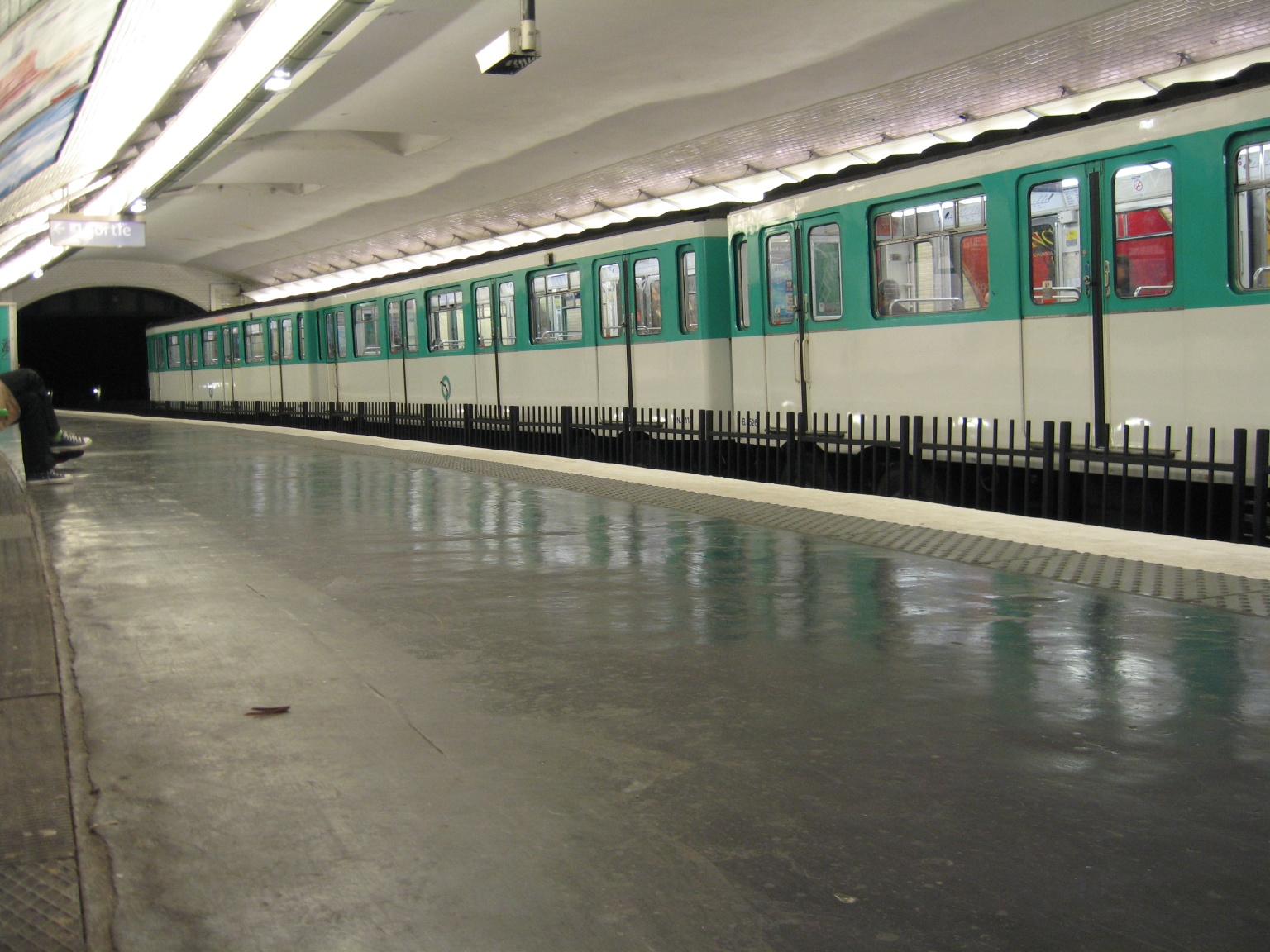
Zug der ehemals eingesetzten Baureihe MP 59 in der Station Vavin

Seit dem 9. Januar 1910 gibt es eine durchgängige Verbindung, als der 3,9 Kilometer lange Abschnitt Châtelet – Raspail in Betrieb genommen wurde. Die Stationen Saint-Michel und Cité wurden mit etwas Verspätung erst im Juli bzw. im Dezember 1910 eröffnet.
Nach der ursprünglichen Planung sollte nördlich der Station Vavin die Strecke weiter auf dem Boulevard Raspail verlaufen, dann in die Rue de Rennes einbiegen und deren geplanten Verlängerung bis zur Seine folgen. Anschließend sollte die Seine unterquert werden. Nördlich der Seine sollte es dann durch die Rue de l'Amiral de Coligny, entlang der Ostfassade des Louvre, zum Anschluss an das nördliche Teilstück an der Station Châtelet gehen. Da aber der Boulevard de Raspail noch nicht verbreitert worden war, änderte man die Planung. Die Métro wurde durch den Boulevard du Montparnasse zum Bahnhof Montparnasse, wo eine Station angelegt wurde, und von dort aus in die Rue de Rennes geführt. Aber auch die Verlängerung der Rue de Rennes ließ auf sich warten. Es wurde deshalb vorgeschlagen in größerer Tiefe zu bauen und mehrere Gebäude zu unterfahren, darunter das Institut de France. Dort weigerte man sich aber strikt gegen diese Baumaßnahme.
Die Neuplanung führte schließlich die Strecke durch den Boulevard Saint-Germain und die Rue Danton zum Boulevard Saint-Michel. Dort schloss sich der anspruchsvollste Bauabschnitt von etwa 1100 Meter Länge an, nämlich die Unterquerung zweier Seine-Arme und der dazwischen liegenden Insel Île de la Cité sowie des feuchten und instabilen Uferbereichs zu beiden Seiten der Seine. Nördlich der Seine führte die Strecke dann zur Station Châtelet. Bei dieser Planung musste nur ein Gebäude, nämlich eine Kaserne auf der Ile de la Cité, unterfahren werden.
Den Bauauftrag erhielt der Unternehmer Léon Chagnaud im Jahr 1905. Dieser hatte sich bereits mit dem Bau der Station Opéra einen Namen gemacht, als er ein unterirdisches Bauwerk errichtete, in dem sich die Linien 3, 7 und 8 kreuzten. Sein Vorschlag war eine Röhre zu bauen, die zwei Gleise enthalten sollte und abschnittsweise in vorgefertigten Stücken nach der Senkkastenmethode in den Untergrund versenkt werden sollte.
Die Konkurrenzentwürfe sahen das übliche Verfahren des Schildvortriebs vor. Der Tunnel hätte dann allerdings in erheblich größerer Tiefe angelegt werden müssen.
Zur Querung des Nordarms der Seine wurden drei Röhrenteile von je circa 40 Meter Länge verwendet. Sie sind leicht gekrümmt und bilden eine Kurve mit 350 Meter Radius. Für den Südarm waren zwei geradlinige, circa 20 Meter lange Röhrenstücke ausreichend. Diese wurden allerdings nicht senkrecht zur Flussrichtung verlegt, sondern schräg dazu.

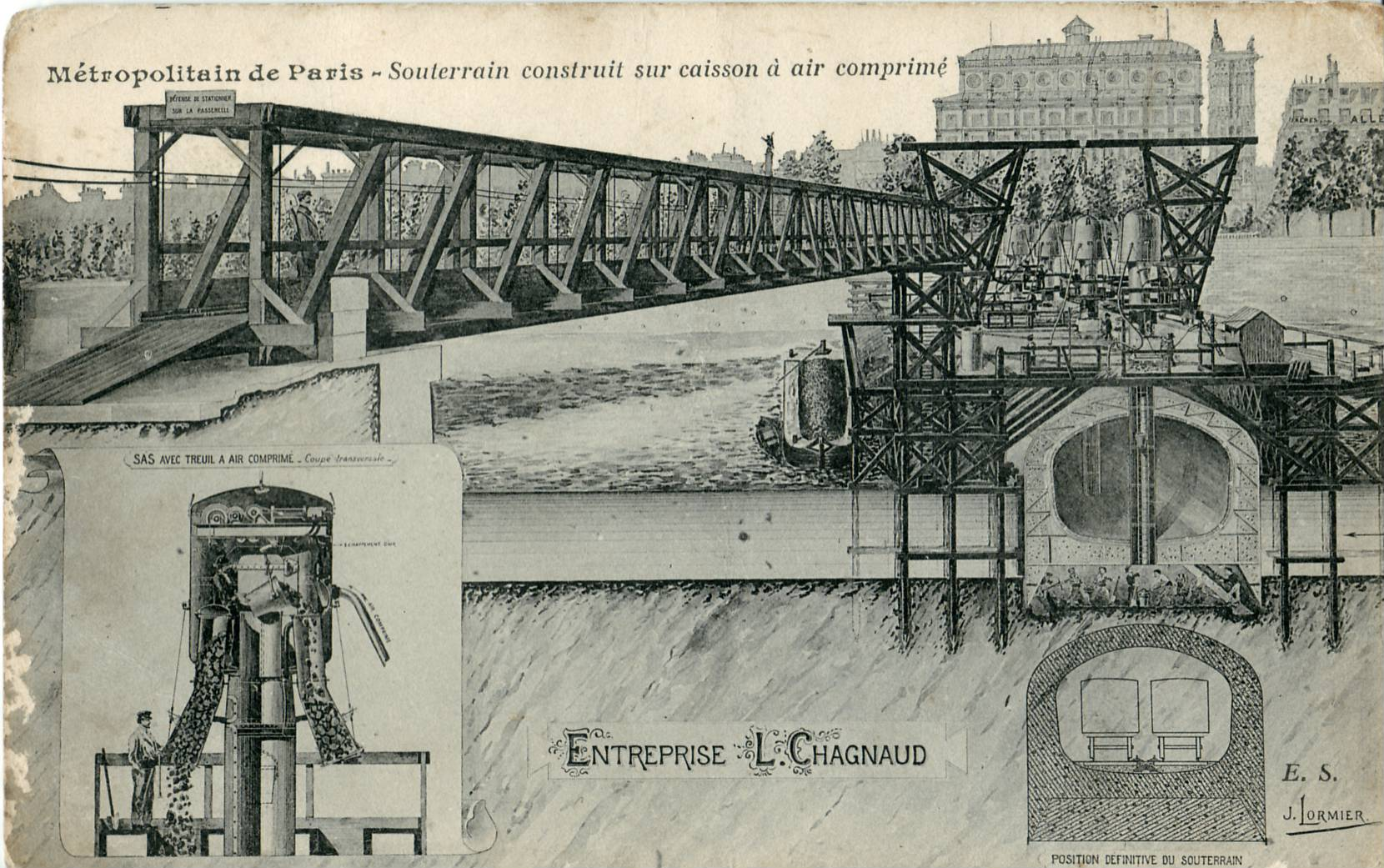
Eine zeitgenössische Ansichtskarte veranschaulicht das Verfahren zum Versenken der Röhren der Linie 4

Die einzelnen Bauteile konnten, wegen Platzmangels, nicht am Ort des Einbaus errichtet werden, sondern einige hundert Meter flussabwärts.
Sie bestehen aus gusseisernen Tübbingen, die zu einer wasserdichten Küvelage verschraubt wurden. Sie ruhen auf einem quaderförmigen, aber bodenlosem Sockel (dem eigentlichen Senkkasten). Die Seitenwände sind stabil und laufen unten keilförmig aus. Die fertigen Röhren wurden an den Enden provisorisch abgedichtet, so dass sie schwimmend an den Ort des Einbaus gebracht werden konnten. Dort wurden sie durch zwei hölzerne Molen – welche gleichzeitig als Arbeitsgerüst dienten – fixiert. Zunächst wurde konzentrisch zur Wandung im Innern der Röhre eine zweite Küvelage aufgebaut, welche durch Streben zur Außenwand fixiert wurde. Der Zwischenraum zwischen den beiden Küvelagen wurde anschließend mit Beton ausgegossen. Durch das zunehmende Gewicht der Röhren sanken diese zu Boden, aus dem vom Sockel umschlossenen Raum wurde das Wasser durch erhöhten Luftdruck herausgepresst. Arbeiter konnten nun in dieser Druckkammer das Erdreich entfernen, so dass der Senkkasten einschließlich Röhrenstück bis in die gewünschte Tiefe hinabgelassen werden konnte. Nach Erreichen der endgültigen Lage wurde der Senkkastenhohlraum mit Beton ausgegossen.
Die Röhren wurden nacheinander abgesenkt. Man arbeitete von Nord nach Süd. Der erste Röhrenabschnitt wurde Ende 1905 / Anfang 1906 versenkt, der letzte im Frühjahr und Sommer 1907.
Auch die beiden Métrostationen in diesem Bereich, nämlich Cité und Saint-Michel, wurden Mithilfe des Senkkastenverfahrens in den Boden gebracht. Die notwendigen Küvelagen wurden direkt am Ort des Einbaus auf der Erdoberfläche gebaut. Sie sind erheblich größer als die Röhren für die Flussquerung, nämlich 12,5 Meter hoch und 16,5 Meter lang. Jede Station misst 118 Meter und besteht aus drei Caissons. Der mittlere ist 66 Meter lang und enthält die eigentliche Station. An den beiden Enden schließt jeweils ein elliptischer Schacht an, welcher die Treppe und einen Aufzug enthält. Die Caissons wurden getrennt voneinander in den Boden gebracht, wobei die Bodenplatte bereits betoniert war.

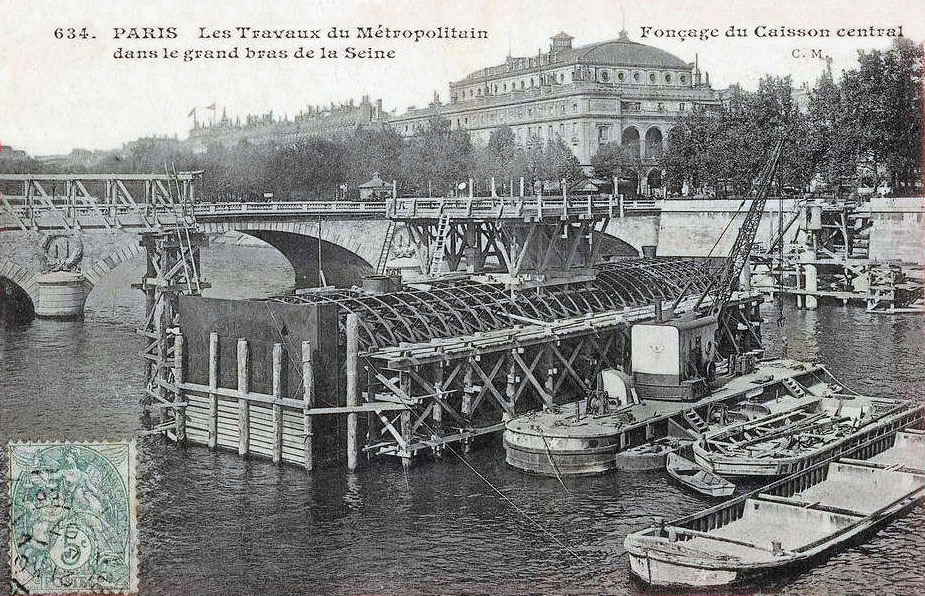
Das mittlere Röhrenstück des Nordarms wird abgesenkt
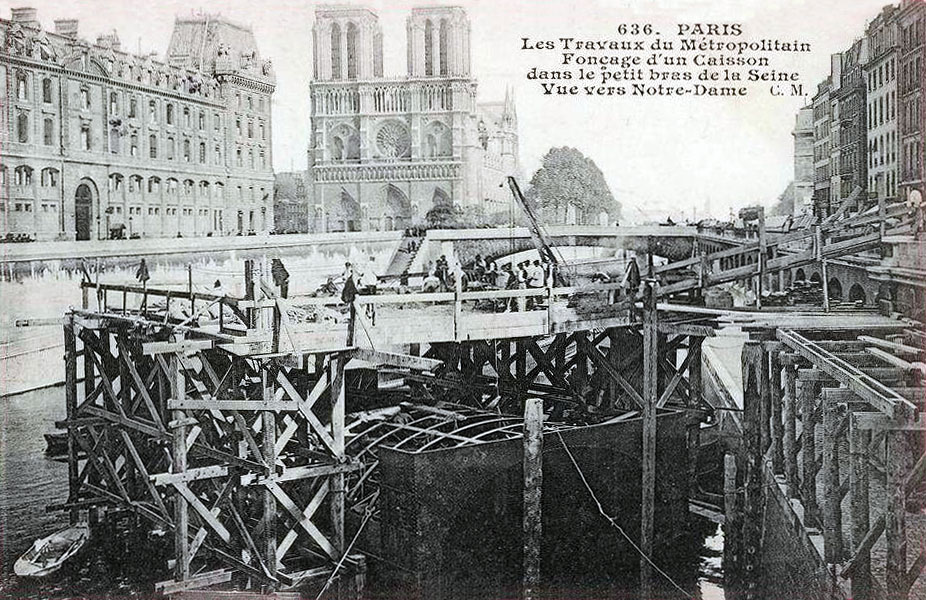
Ein Röhrenstück des Südarms wird abgesenkt
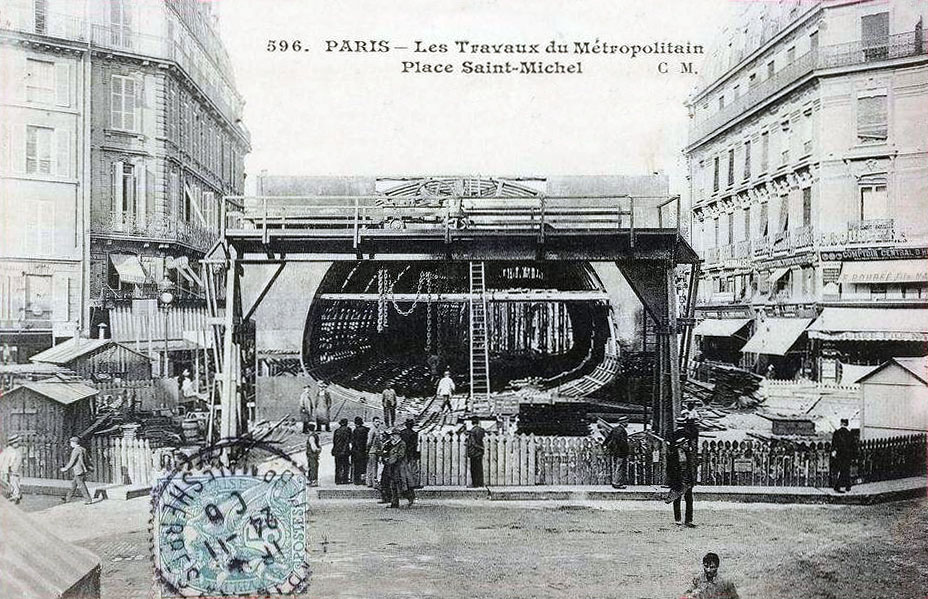
Ein Teil der Station Saint-Michel vor Beginn des Absenkens
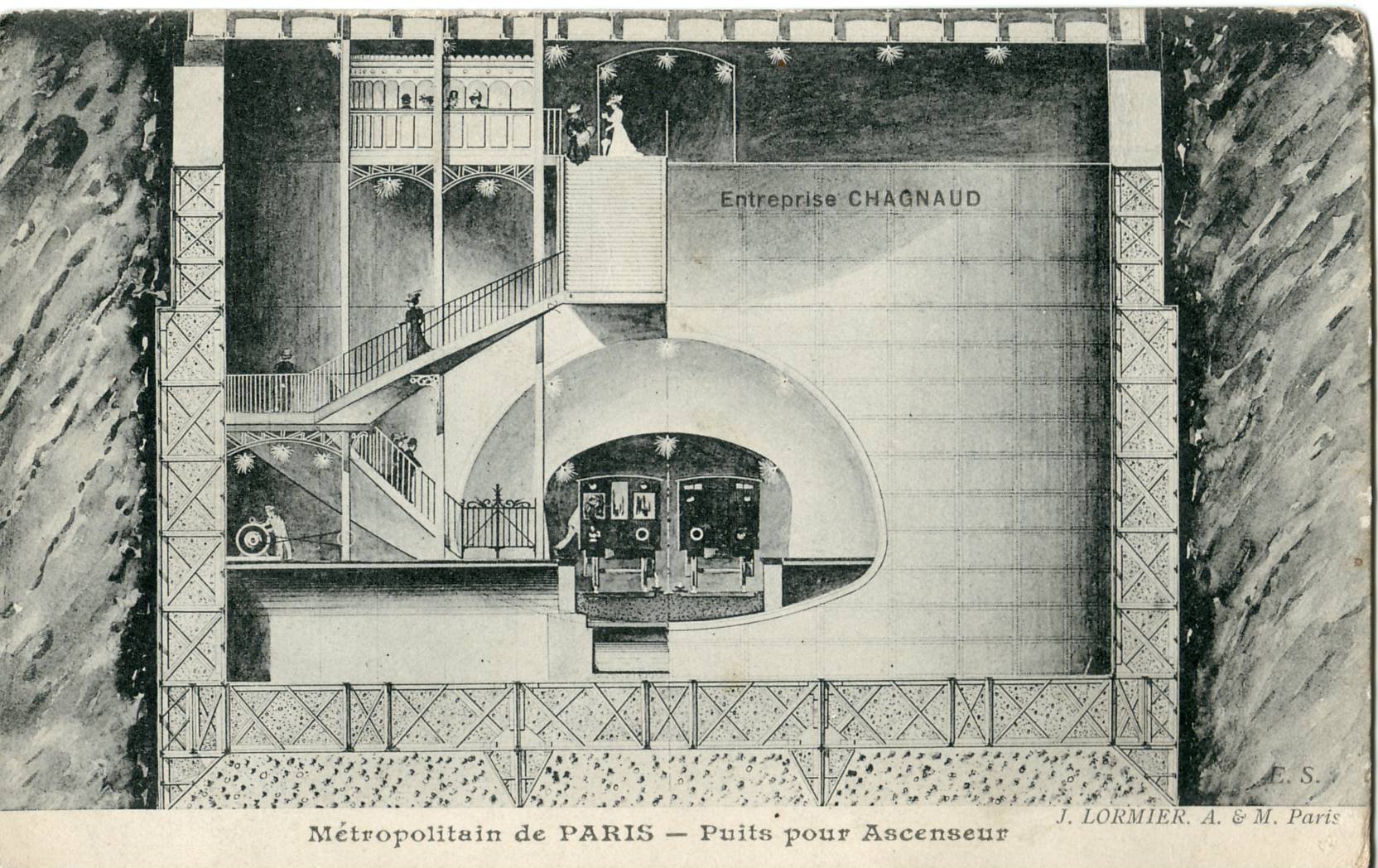
Querschnitt durch den Treppenschacht dieses Streckenabschnitts

Ein weiterer schwieriger Punkt war die Fortsetzung der Seineunterquerung zwischen südlichem Seineufer und der Station Saint-Michel. Der Boden war durchnässt und wenig kompakt, außerdem verläuft parallel zum Ufer eine Eisenbahnstrecke (heute Teil des RER C -Netzes), welche auf keinen Fall für längere Zeit gesperrt werden durfte. Man entschloss sich, durch Bodenvereisung den Boden zu stabilisieren, was dann in den Jahren 1908 und 1909 geschah. Mit zwei vor Ort installierten Kältemaschinen wurde eine auf −25 °C abgekühlte Salzlauge durch etwa 40 Röhren gepumpt, welche bis tief in den Untergrund getrieben worden waren. Nach 40-tägiger Vorkühlung war der Boden so stark gefroren, dass mit den Ausschachtungsarbeiten begonnen werden konnte.

### Das Seine-Hochwasser des Jahres 1910
Bereits zwei Wochen nach Inbetriebnahme der Gesamtstrecke kam es zu einem nie dagewesenen Hochwasser der Seine, welches etwa die Hälfte des bestehenden Metronetzes lahmlegte: Am 24. Januar 1910 begann der Wasserpegel der Seine zu steigen. Auch in die Tunnel der Linie 4 drang Wasser ein und ab dem 27. Januar musste der Bahnbetrieb auf die Teilstrecken Porte de Clignancourt – Gare du Nord und Vavin – Porte d’Orléans beschränkt werden. Mit sinkenden Wasserständen konnte dann ab Mitte Februar der Verkehr nach und nach wieder erweitert werden, aber erst ab dem 6. April war die Strecke wieder durchgängig befahrbar.

### Die Linie 4 während des Zweiten Weltkriegs
Wenige Monate vor dem Rückzug der deutschen Wehrmacht aus dem besetzten Paris wurde die Linie 4 beschädigt: Zur Vorbereitung der Landung in der Normandie sollten die Nachschubwege der deutschen Wehrmacht empfindlich gestört werden. In diesem Rahmen wurden das Lokdepot Dépôt de La Chapelle und ein Güterbahnhof im Norden von Paris im April 1944 durch amerikanische Flieger bombardiert. Dabei wurde auch die angrenzende Betriebswerkstätte Ateliers de Saint Ouen der Linie 4 schwer beschädigt. Außerdem durchschlug eine verirrte Bombe die Decke der Station Simplon. Erst nach mehrtägigen Aufräum- und Reparaturarbeiten war die Strecke wieder befahrbar.

### Spätere Baumaßnahmen an der Strecke

#### Verlängerung der Bahnsteige
Um mit den gummibereiften sechsgliedrigen Zügen fahren zu können, wurden die Bahnsteige in der Mitte der 1960er Jahre auf 90 Meter verlängert.

#### Verlegung der Station Les Halles
Im Zuge des Baus der RER-Station Châtelet-Les Halles wurde die Linienführung in diesem Bereich geringfügig verändert und insbesondere die Station Les Halles im Jahr 1977 um etwa 80 Meter nach Osten verschoben, um die Umsteigewege zur neuen RER-Station zu verkürzen. Dazu musste der Tunnel auf 330 Metern Länge verlegt werden.

#### Streckenverlängerung Porte d’Orléans – Mairie de Montrouge
Am 23. März 2013 wurde mit der Eröffnung der 1,5 Kilometer langen Strecke nach Mairie de Montrouge die erste Verlängerung der Metrolinie 4 über die Pariser Stadtgrenze hinaus in Betrieb genommen.
Der Tunnel führt weit über die Endstation Mairie de Montrouge hinaus bis fast zur nächsten geplanten Station Barbara: Im hinteren einspurigen Teil der Verlängerung ist eine kleine Anlage mit Wartungsgrube für kleinere Reparaturen und Wartungsarbeiten, der mittlere Bereich wird zum Abstellen nicht benötigter Züge verwendet und der vordere, an die Bahnsteige anschließende Teil dient dem Fahrtrichtungswechsel der Züge.

#### Streckenverlängerung Mairie de Montrouge – Bagneux – Lucie Aubrac
Am 13. Januar 2022 wurde die Linie nach Süden von Mairie de Montrouge in Richtung Bagneux um weitere 1,9 Kilometer verlängert. Es entstanden zwei weitere Bahnhöfe Barbara und Bagneux – Lucie Aubrac. Die Endstation Bagneux wird einen Übergang zur geplanten Linie 15 des Grand Paris Express erlauben.
Das Syndicat des transports d’Île-de-France (kurz STIF genannt) genehmigte Ende 2013 den Einsatz von rund 180 Millionen Euro für diesen zweiten Abschnitt der Verlängerung nach Süden. An den Kosten beteiligten sich der französische Staat mit 26 %, die Region Île-de-France mit 60 % und das Département Hauts-de-Seine mit 14 %. Errichtet wurden im Zuge der Verlängerung ein 2 km langer Tunnel, zwei Bahnhöfe und ein Bus-Terminal an der Endstation. Der Beginn der Bauarbeiten war 2014.

### Umbenennungen von Stationen
Im Lauf der mehr als einhundertjährigen Geschichte der Pariser Metro änderte sich die offizielle Bezeichnung einer ganzen Reihe von Stationen. Einige Stationen wurden sogar mehrmals umbenannt. Auf der Linie 4 waren vier Stationen betroffen:
| heutiger Name            | seit | frühere(r) Name(n)    |
| ------------------------ | ---- | --------------------- |
| Réaumur – Sébastopol     | 1907 | Rue Saint-Denis       |
| Saint-Placide            | 1913 | Vaugirard             |
| Strasbourg – Saint-Denis | 1931 | Boulevard Saint-Denis |
| Marcadet – Poissonniers  | 1931 | Marcadet              |
| Montparnasse – Bienvenüe | 1942 | Montparnasse          |

## Geplante Streckenverlängerungen

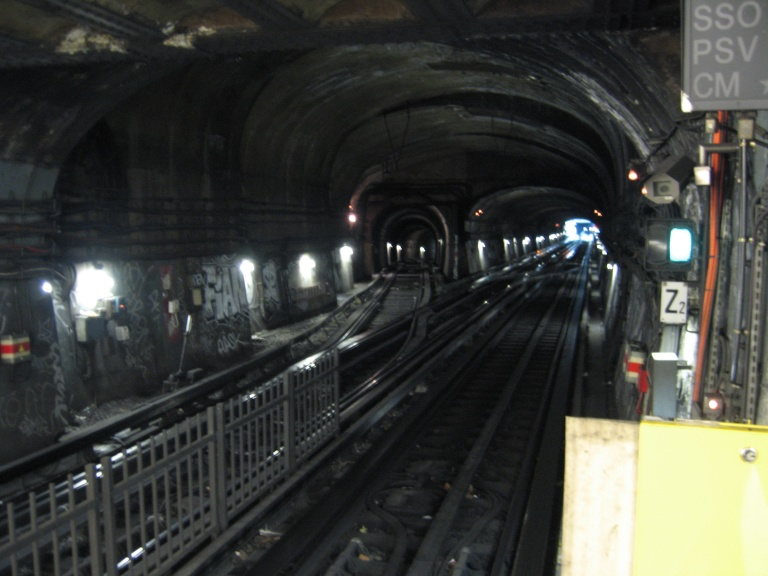
Verbindung zur Linie 12 westlich der Station Vavin

### Im Norden
Im Ausbauplan des Métronetzes befindet sich auch eine Verlängerung nach Nordwesten: über Station Mairie de Saint-Ouen mit Anschluss an die Linien 13 und 14 soll die Strecke bis zur neuen Endstation Saint-Ouen Les Docks in unmittelbarer Nähe der Seine verlängert werden. Es gibt aber noch keine konkreten Planungen und Finanzierungen des Projekts.

## Technische Verbesserungen
- 1969 wurde eine zentrale Streckenleitstelle (genannt PCC) in Betrieb genommen.
- Seit 1971 wird die halbautomatische Steuerung (pilotage automatique) eingesetzt.
- Im Oktober 1966 waren die ersten Züge mit Gummireifen auf der Strecke unterwegs. Die letzten Züge mit Stahlreifen wurden 1967 abgezogen.

## Verkehr auf der Linie 4 im Augenblick und in der Zukunft

### Die gegenwärtige Situation
Die Line 4 ist die langsamste des gesamten Pariser Metronetzes: Ihre Züge erreichen nur eine durchschnittliche Reisegeschwindigkeit von 20,8 km/h. Die schnellste Linie ist die Linie 14, die dort erzielte Reisegeschwindigkeit liegt bei fast 40 km/h. Bei der Linie 4 beträgt der durchschnittliche Abstand zwischen zwei Haltestellen 465 Meter, bei der Express-Linie 14 sind es 1145 Meter. Auf der Linie 4 sind in den Hauptverkehrszeiten 40 Züge gleichzeitig unterwegs.

### Automatisierung
Am 10. Juli 2013 gab der Aufgabenträger des Pariser Nahverkehrs STIF der RATP grünes Licht für die Automatisierung der Linie 4. Dies soll die Reisegeschwindigkeit auf der Strecke stark verbessern. Man verspricht sich eine Erhöhung der Transportkapazität zum 20 %, weil die Züge im Abstand von 85 Sekunden werden fahren können. Analog zur Linie 1 wurden zunächst die Stationen der Linie mit Bahnsteigtüren ausgestattet. Die Arbeiten wurden von Siemens durchgeführt.
Nach der Automatisierung soll das Rollmaterial der Linie 14 auf der Linie 4 zum Einsatz kommen. Mit dem freiwerdenden Rollmaterial der Linie 4 werden dann ältere Züge auf anderen gummibereiften Linien abgelöst. Von der Linie 14 werden 32 Züge übernommen (21 MP89 und 11 MP05). Zusätzlich genehmigte das STIF den Kauf von 20 6-gliedrigen Zügen der neuen Baureihe MP14 für den Einsatz auf dieser Linie.
Der Einsatz der ersten fahrerlosen Züge auf der Linie 4 begann am 12. September 2022. Die Umstellung auf vollautomatischen Betrieb war am 19. Januar 2024 abgeschlossen.

## Trivia
Die Linie 4 hat bei den Parisern einen schlechten Ruf, da sie nach wie vor die Linie mit den höchsten Temperaturen ist: Wegen der Fahrzeuge auf Gummireifen, deren Reibung viel Hitze erzeugt, der chronischen Überfüllung der Wagen und der Tatsache, dass die Linie 4 eine der wenigen vollständig unterirdischen Linien ist, kommt es im Sommer zu starker Erwärmung in den Zügen.
Außerdem hat sie die höchste Kriminalitätsrate aller Pariser U-Bahnlinien.
In dem Lied Alle Dinge die uns der Zufall schenkt besingt Hanne Haller, wie auf einer Fahrt zwischen den Stationen Saint-Michel und Gare du Nord ein Liebespaar zusammenfindet.